# 狮神决战
《狮神决战》（英語：The Lion Men）是2014年的一部新加坡贺岁电影，由梁智强执导及联合编剧，2014年1月30日上映。